# Fränkische Rezat
De Fränkische Rezat is een rivier in Duitsland, in de deelstaat Beieren.
De rivier is met ruim 77 km  de langste zijrivier van de Rednitz. 
De bron bij Oberdachstetten ligt op 452 meter boven de zeespiegel en de samenvloeiing met de Schwäbische Rezat in de plaats Georgensgmünd om samen de Rednitz te vormen op 342 meter boven de zeespiegel.
De belangrijkste plaats aan de Fränkische Rezat is de stad Ansbach.

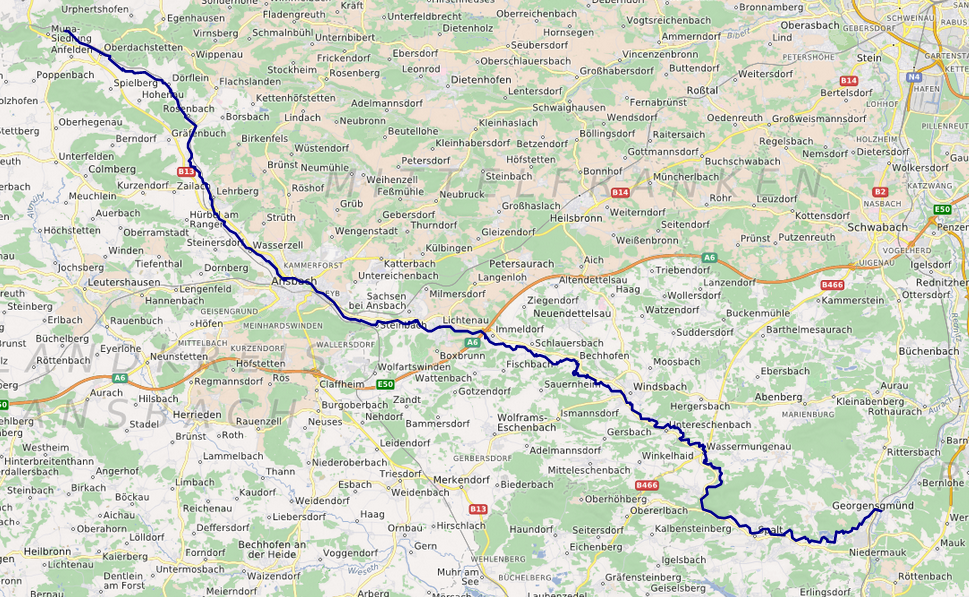
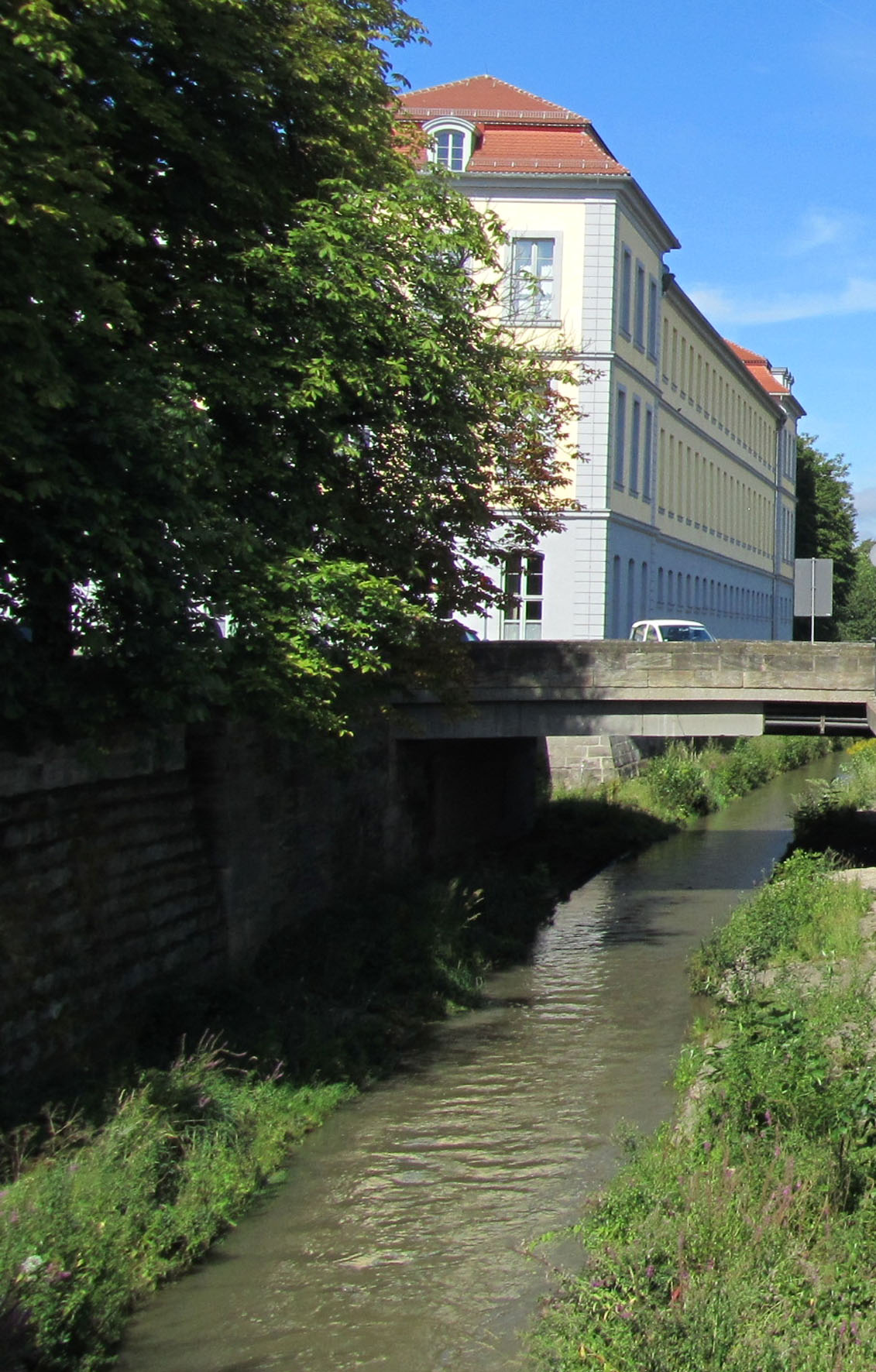
Brug te Ansbach over de Fränkische Rezat